# 愛快羅密歐Spider
阿尔法·罗密欧Spider（英語：Alfa Romeo Spider），是阿尔法·罗密欧車廠最經典的車款之一，為兩座位開篷車設計，生產年期由1966年至1994年，共經歷了4代的車款。該車款是1967年美國電影《毕业生》裡德斯汀·荷夫曼的座駕。

## 伸延閱讀
- Fusi, Luigi.  3rd. Milan: Emmeti Grafica editrice. 1978.

## 外部連結
- Alfa Romeo Spider register